# Rolando Bogado
Rolando Marciano Bogado (Villarrica, 22 aprile 1984) è un ex calciatore paraguaiano, di ruolo difensore.

## Caratteristiche tecniche
Giocava come difensore.